# Myotis laniger
Myotis laniger és una espècie de ratpenat de la família dels vespertiliònids. Viu a la Xina, l'Índia i el Vietnam. El seu hàbitat natural són els boscos, on nia en coves i forats de troncs. Es desconeix si hi ha cap amenaça significativa per a la supervivència d'aquesta espècie.